# 皮德韋利德尼基
51°16′50″N 28°32′39″E / 51.28056°N 28.54417°E
皮德韋利德尼基（烏克蘭語：Підвелідники），是烏克蘭北部的村莊，隸屬日托米爾州的科羅斯滕區。該村始建於1930年，面積0.3平方公里，海拔高度172米，2001年人口115，人口密度每平方公里389.83人。